# Jules Suriray

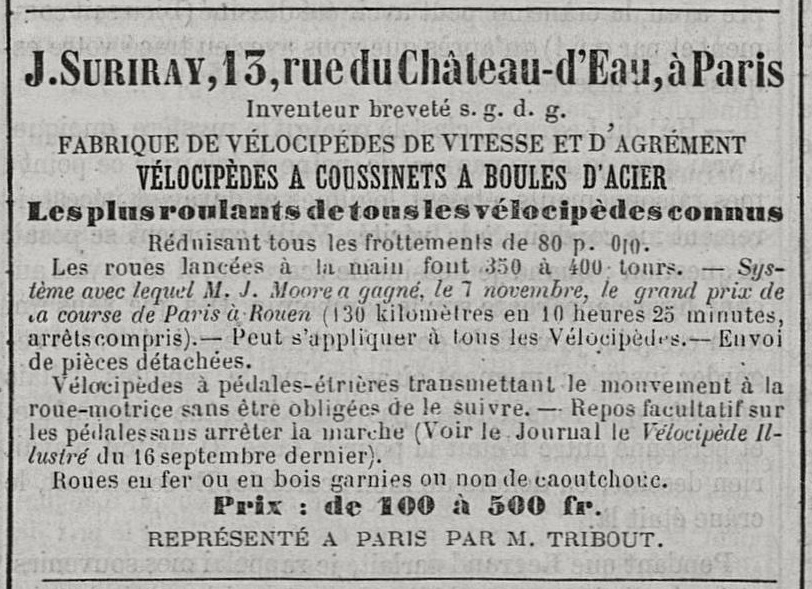
Réclame pour les vélocipèdes de Jules-Pierre Suriray, dans Le Vélocipède illustré no 68 du 6 janvier 1870.

Jules-Pierre Suriray (1830-1880) est un mécanicien de vélo français, originaire de Paris, qui a breveté, en 1869, l'utilisation de roulements à billes dans les bicyclettes.
Suriray a obtenu le brevet le 2 août 1869,. Des roulements ont ensuite été installés sur le vélo gagnant monté par James Moore lors de la première course cycliste sur route au monde, Paris-Rouen, en novembre 1869. Le vélo aurait été construit par Tribout.